# Zi de naștere

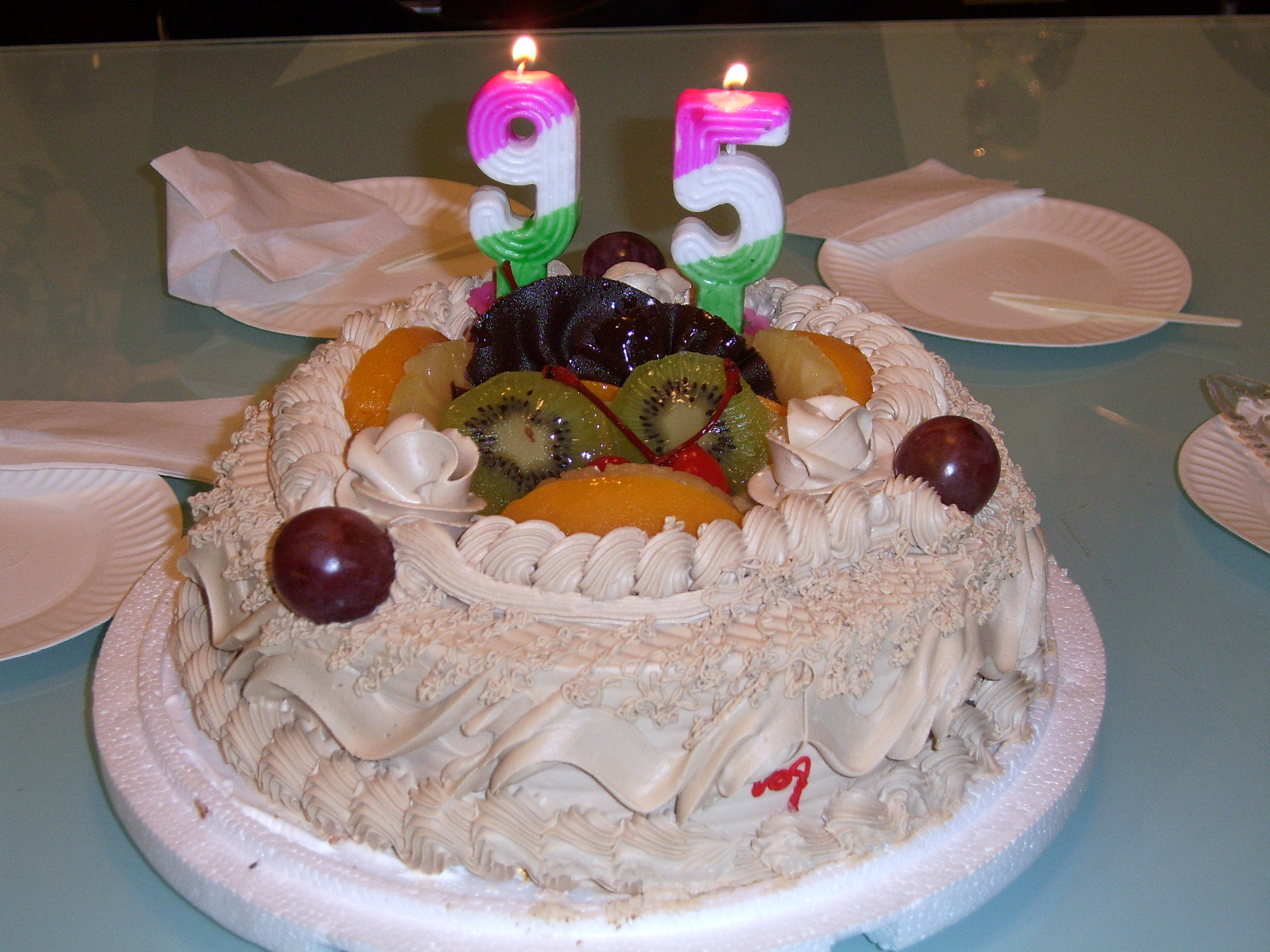
Tortul aniversar al unei persoane de 95 de ani

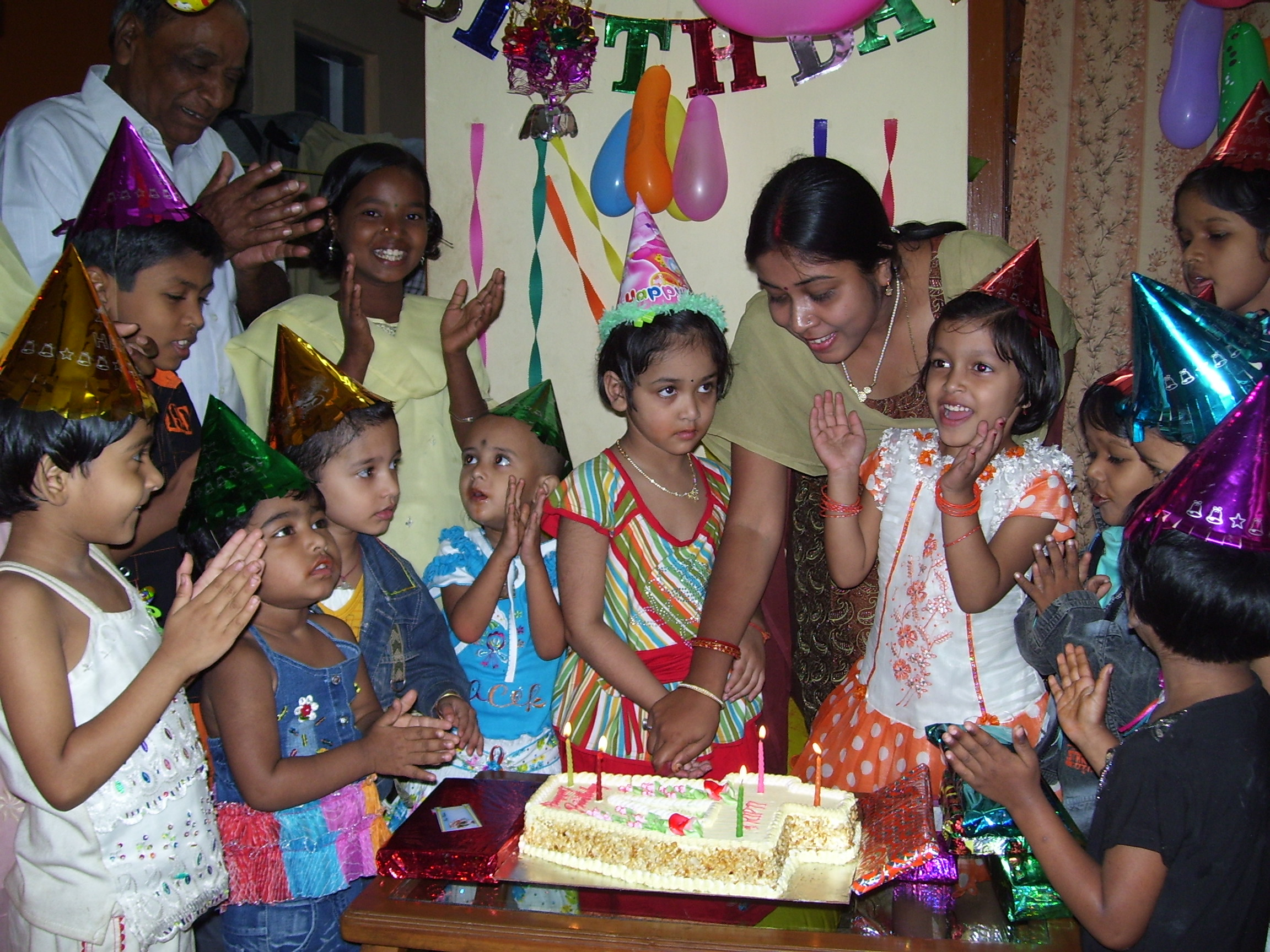
Serbarea unei zile de naştere

Ziua de naștere este ziua în care se aniversează nașterea unei persoane în viață. În multe culturi aceasta se sărbătorește împreună cu familia, prietenii, colegii și se obișnuiește ca cel aniversat să primească daruri.
În astrologie, prezicere precum și în alte pseudoștiințe sau obiceiuri, ziua de naștere are un rol foarte important. De exemplu, în horoscoape, ziua de naștere este esențială, în funcție de ea fiind determinat semnul zodiacal care influențează caracterul individului, afinitățile și destinul.

## Aniversări la anumite vârste

### Tăierea moțului
Tăierea moțului este o sărbătoare tradițională românească care se serbează în ziua când copilul împlinește un an. Este un obicei care se regăsește în Oltenia, Moldova și Muntenia și nu are legătură cu tradițiile creștine. La organizarea zilei de naștere de un an, se organizează o petrecere în care nașul va tăia din părul copilului, îl va îmbăia și îl va îmbrăca cu haine noi. Un alt moment important al petrecerii este atunci când copilul își alege un obiect de pe o tăviță, pe care nașii și părinții așează diferite obiecte. Astfel, conform credinței, obiectul ales va reprezenta meseria pe care respectiva persoană o va practica la maturitate (seringa — doctor, pixul — profesor, banii — bancher etc.). Data celebrării sărbătorii poate diferi de la o zonă la alta, în unele locuri aceasta desfășurându-se când copilul împlinește 3 sau chiar 5 ani.

### BarșiBat Mițvá
În Israel, la aniversarea vârstei de 12 ani la fete și 13 ani la băieți are loc o ceremonie religioasă care este considerată trecerea către etapa de maturitate a persoanei.

### Quinceañera
Quinceañera (în spaniolă) sau festa de quinze anos (în portugheză) sunt sărbători care se celebrează cu ocazia împlinirii vârstei de 15 ani a fetelor din America Latină.

### Majorat
Majoratul este vârsta la care o persoană devine majoră din punct de vedere civil. În ziua atingerii majoratului, în multe culturi, se organizează petreceri. În România, vârsta la care o persoană devine majoră este de 18 ani. În lume, vârsta legală la care o persoană este considerată majoră este cuprinsă între 14 ani în țări precum Albania și 21 ani în Camerun, Egipt, Irlanda, Puerto Rico etc.

## Zile de naștere cu caracter religios
Zilele de naștere cu caracter religios sunt menționate în calendarele bisericești, ca de pildă: 8 septembrie — Nașterea Maicii Domnului, 25 decembrie — nașterea Domnului Iisus Hristos sau 24 iunie — nașterea Sfântului Ioan Botezătorul. Aceste zile de naștere au o importanță deosebită pentru cei care cred în semnificația lor. Cea mai importantă este ziua nașterii Domnului Iisus Hristos care are un caracter universal, fie că este sărbătorită pe stil vechi, sau pe stil nou. Aceste zile de naștere coincid cu hramurile anumitor biserici, cât și cu nedeile, acele sărbători populare care se desfășoară mai ales în satele românești. Sărbătorirea zilelor religioase încetățenește în zonele în care are loc vechi tradiții din care nu lipsesc obiceiurile, arta culinară, datinile, credințele specifice fiecărei zone.

## Legături externe
- What's your number?, by Population Action International
- What's your number?, by the BBC Arhivat în 29 septembrie 2018, la Wayback Machine.